# Focke-Wulf Fw 42
Focke-Wulf Fw 42 – dwusilnikowy samolot bombowy ze skrzydłami w układzie kaczki zaprojektowany w zakładach Focke-Wulf w 1929.  Zbudowano tylko pełnowymiarową makietę samolotu i pomimo dobrych, teoretycznie wyliczonych osiągów samolot nie wszedł do produkcji seryjnej.

## Historia
Fw 42 został zaprojektowany w 1932 na zamówienie Departamentu Lotnictwa Reichswehry z 1929, był to jeden z najbardziej oryginalnych projektów z ówczesnego okresu.  Samolot miał rzadko spotykany układ kaczki i miał być napędzany dwoma silnikami widlastymi BMW o mocy 600/750 KM każdy.  Pomimo dobrych, teoretycznie wyliczonych osiągów Reichswehra nie zamówiła produkcji żadnego prototypu, niemniej z zakładach Focke-Wufla postanowiono wybudować pełnowymiarową makietę samolotu czym kierował inżynier dyplomowany Roluf Lucht.  Model został poddany testom aerodynamicznym, które także zakończyły się bardzo pozytywnie, ale Focke-Wulf nie otrzymał od Reichswehry kontraktu na dalsze pracy i projekt został zarzucony.
Rozpiętość skrzydeł samolotu miała wynosić 25 metrów, a jego długość 17,7/19,8 metrów, wysokość (mierzona do osłony kokpitu) 2,35 metrów, wysokość całkowita 4,30 metrów.  Masa własna maszyny miała wynosić 5600 kilogramów.  Załogę miało stanowić sześć osób, planowane uzbrojenie obronne składało się z czterech karabinów maszynowych, po dwa w wieżyczce dziobowej i ogonowej, udźwig bomb miał wynosić do 1000 kilogramów.  Wyliczona prędkość maksymalna wynosiła 310 km/m, zasięg 1200 kilometrów, a pułap operacyjny 6000 metrów.